# Belajska Vinica
  Belajska Vinica  falu Horvátországban, Károlyváros megyében. Közigazgatásilag Duga Resához tartozik.

## Fekvése
Károlyvárostól 7 km-re délre, községközpontjától 3 km-re délkeletre fekszik.

## Története
A településnek 1857-ben 126, 1910-ben 187 lakosa volt. A trianoni békeszerződésig Modrus-Fiume vármegye Vojnići járásához tartozott. 2011-ben 182 lakosa volt.

## Lakosság
| Lakosság változása | Lakosság változása | Lakosság változása | Lakosság változása | Lakosság változása | Lakosság változása | Lakosság változása | Lakosság változása | Lakosság változása | Lakosság változása | Lakosság változása | Lakosság változása | Lakosság változása | Lakosság változása | Lakosság változása | Lakosság változása |
| ------------------ | ------------------ | ------------------ | ------------------ | ------------------ | ------------------ | ------------------ | ------------------ | ------------------ | ------------------ | ------------------ | ------------------ | ------------------ | ------------------ | ------------------ | ------------------ |
| 1857               | 1869               | 1880               | 1890               | 1900               | 1910               | 1921               | 1931               | 1948               | 1953               | 1961               | 1971               | 1981               | 1991               | 2001               | 2011               |
| 126                | 122                | 106                | 136                | 157                | 187                | 182                | 207                | 205                | 209                | 226                | 252                | 236                | 206                | 183                | 182                |